# Frank Forde
Francis Michael Forde (18. června 1890 – 28. ledna 1983) byl australský politik, představitel Australské strany práce, a v roce 1945 krátce premiér Austrálie. Jeho osm dní v úřadu předsedy vlády je dodnes nejkratší premiérský mandát v historii Austrálie. V letech 1931–1932 byl ministrem obchodu.